# 토르토레토
토르토레토(이탈리아어: Tortoreto)는 이탈리아 아브루초주 테라모도에 위치한 코무네다.